# Bernard Dietz
Bernard Dietz (nascido em 22 março de 1948, na cidade de Hamm, Alemanha Ocidental) é um ex-jogador do MSV Duisburg, do FC Schalke 04 e da Seleção da Alemanha Ocidental e que atualmente é treinador de futebol.

## Carreira

### Carreira como Jogador
Bernard Dietz jogou como zagueiro e líbero durante sua carreira no futebol, ele jogou 495 partidas na Bundesliga pelo MSV Duisburg e pelo FC Schalke 04, marcando 70 gols pelo Duisburg e sete gols pelo Schalke 04 na camada superior do futebol alemão.
Começou a jogar no futebol profissional em 1970 pelo Duisburg atuando primeiro como lateral esquerdo, em 1972 ele começou a jogar como zagueiro e permaneceu jogando nessa posição durante a maior parte do resto da sua carreira, ele foi durante muitos anos o capitão do Duisburg, em 1982 ele se transferiu para o Schalke 04 time que permaneceu até sua aposentadoria como jogador, em 1983 o Schalke 04 foi rebaixado e depois de 13 anos na primeira divisão Dietz jogou sua primeira partida na segunda divisão alemã, mas isso não durou muito tempo e na temporada 1984/1985 o Schalke 04 já estava na elite do futebol alemão novamente. Ele ainda é o segundo maior artilheiro do MSV Duisburg na Bundesliga mesmo sendo zagueiro com 70 gols, embora ele participou de mais de 500 jogos ele começou como reserva em apenas 11 deles. Em 5 de novembro de 1977, o defensor marcou quatro gols pelo MSV Duisburg numa vitória de 6-3 contra o Bayern de Munique, em 1978-79 era o capitão do MSV Duisburg quando o time chegou a semi-final da Taça UEFA.
Ele teve sua estreia pela Seleção da Alemanha Ocidental no dia 22 de Dezembro de 1974 e participou da Copa do Mundo de 1978 e das Eurocopas de 1976 e 1980 sendo vice-campeão e campeão das duas respectivamente, ele foi capitão da Seleção da Alemanha Ocidental de 1979 até 1981 sendo assim o capitão da segunda Eurocopa vencida pela Alemanha em 1980, seu último jogo pela Alemanha Ocidental foi no dia 19 de Maio de 1981 em Stuttgart contra o a Seleção Brasileira.
Para honrar os esforços de Dietz pelo MSV Duisburg, os fãs do clube decidiram colocar o nome do mascote do clubes, que vem a ser um zebra, de Ennatz. Ennatz é o apelido de Dietz.

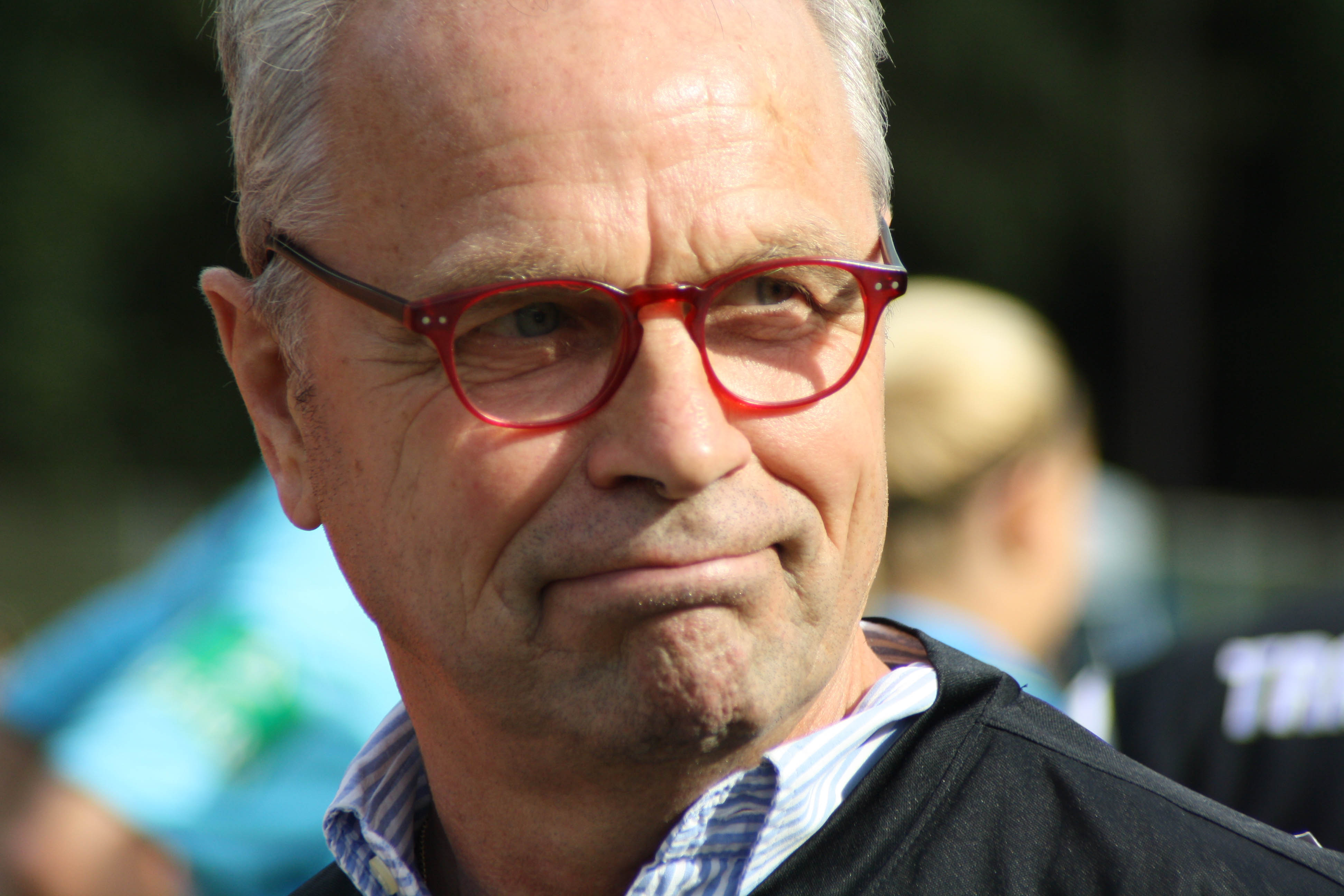
Bernard Dietz em 2011.

### Carreira como Técnico
Ele permaneceu no no mundo do futebol mesmo depois de sua aposentadoria como um treinador de nível profissional e amador. Ele foi treinador do ASC Schöppingen de 01 de Junho de 1987 até 30 de Junho de 1992. Em seguida ele foi gerente do SC Verl de 1992 até 1994. Ele então assumiu o VfL Bochum II em 1994 e ficou lá até 2001. Ele teve uma curta passagem como treinador interino do VfL Bochum (Time Principal) em 1999 permaneceu no cargo por apenas dois meses voltando para a equipe II do Clube. A sua nomeação como treinador da equipe principal do Bochum foi em 2001 para a temporada 2001-02. Sua segunda passagem no topo do treinador do Bochum foi um fracasso e fez ele se demitir em 3 de Dezembro de 2001. Ele então foi contratado pelo seu antigo clube o MSV Duisburg para assumir o controle do time II do Duisburg em 2002, no mesmo ano Dietz voltou a ser treinador interino de uma equipe principal, mesmo que provisoriamente e também retornou a Segunda Divisão da Bundesliga. Ele foi treinador do time principal durante sete partidas tendo cinco vitórias e duas derrotas. Em 15 de maio de 2006, Dietz decidiu não renovar seu contrato como treinador da equipa II do Duisburg, ele então  foi contratado pelo Rot Weiss Ahlen da terceira divisão alemã. Sua primeira partida no comando foi uma vitória por 3-0 sobre o Fortuna Düsseldorf. Ele renunciou ao cargo em 29 de Outubro de 2006. Sua última partida foi uma perda 3-0 para Kickers Emden. Desde 2013 Dietz faz parte do Concelho do MSV Duisburg.

## Títulos
- Euro 1980